# 後志自動車道
後志自動車道（日语： Shiribeshi jidōshadō */?）是一條連結日本北海道虻田郡俱知安町至同小樽市的高速公路。略稱為後志道（日语：／ Shiribeshidō */?）。高速公路路線編號與黑松內新道和札樽自動車道共同編為「E5A」。
俱知安 - 余市間作為高速自動車國道並行一般國道自動車專用道路的「國道5號俱知安余市道路」整備中。

## 概要
後志自動車道與札樽自動車道、道東自動車道、十勝鄂霍次克自動車道等皆屬北海道橫斷自動車道的一部分。
本路線是強化後志、道央地域等連絡網，並確保沿線地域的安全、安心，以及發展產業、經濟、觀光等所建設的高規格幹線道路。由於並行的國道5號有許多事故危險區間，余市町 - 小樽市區間易受大規模地震帶來的海嘯影響，因此做為替代道路的余市交流道 - 小樽系統交流道區間於2018年（平成30年）整備。此外，也可做為有珠山及樽前山等噴發時的替代路線。此外，由於國道5號倶知安 - 余市間的隧道過於狹小不利國際貨櫃通行，因此做為別線的倶知安交流道 - 余市交流道（倶知安余市道路）也在整備中。
已開通的小樽系統交流道 - 余市交流道區間由東日本高速道路管轄，未開通區間（倶知安余市道路）做為高速自動車國道並行一般國道自動車專用道路，由北海道開發局為主體進行開發。而小樽系統交流道 - 余市交流道的開通也代表北海道的東日本高速道路管轄高速道路已全線開通。

## 交流道
此處的IC編號跟從距離標以小樽JCT→倶知安IC記述。另外IC編號沿札樽自動車道的終點小樽IC繼續編號。
- 交流道（IC）編號欄的背景色為■顯示該部分道路已經啟用。設施名欄的背景色為■顯示該部分設施尚未啟用。未開通路段名稱皆為臨時名稱。
- IC為交流道的簡寫，JCT為系統交流道的簡寫，TB為公路收費站。
- 余市交流道 - 俱知安交流道：E5A 俱知安余市道路

| 交流道 編號                                     | 中文設施名            | 日文設施名 | 英文設施名 | 接續路線名                                                    | 起點 里程（公里） | 備註                                               | 所在地         | 所在地          | 所在地          |
| ----------------------------------------------- | --------------------- | ---------- | ---------- | ------------------------------------------------------------- | ----------------- | -------------------------------------------------- | -------------- | --------------- | --------------- |
| E5A 札樽自動車道接續                            |                       |            |            |                                                               |                   |                                                    |                |                 |                 |
| 9                                               | 小樽系統交流道        |            |            | E5A 札樽自動車道                                              | 0.0               | 無法從札樽自動車道朝里統交流道方向進入後志自動車道 | 後志綜合振興局 | 小樽市          | 小樽市          |
| 12                                              | 小樽鹽谷交流道        |            |            | 北海道道1173號小樽鹽谷交流道線                                | 14.3              |                                                    | 後志綜合振興局 | 小樽市          | 小樽市          |
| 13                                              | 余市交流道/本線收費站 |            |            | 北海道道753號余市停車場線                                     | 23.3              | 有公路收費站                                       | 後志綜合振興局 | 余市郡          | 余市町          |
| -                                               | 仁木交流道            |            |            |                                                               |                   | 預定2024年度開通                                   | 後志綜合振興局 | 余市郡          | 仁木町          |
| -                                               | 仁木南交流道          |            |            | 國道5號 北海道道1022號仁木赤井川線                            |                   | 預定2025年度開通                                   | 後志綜合振興局 | 余市郡          | 仁木町          |
| -                                               | 共和北交流道          |            | 英語：     | 道道共和北交流道線（臨時名稱） 國道5號 北海道道1178號泊共和線 |                   | 預定2025年度開通                                   | 後志綜合振興局 | 岩內郡 共和町   | 岩內郡 共和町   |
| -                                               | 共和交流道            |            |            | 國道5號 國道276號                                             | 50.9              | 預定2025年度開通                                   | 後志綜合振興局 | 岩內郡 共和町   | 岩內郡 共和町   |
| -                                               | 俱知安交流道          |            |            | 北海道道58號俱知安新雪谷線                                    | 62.4              | 興建中                                             | 後志綜合振興局 | 虻田郡 俱知安町 | 虻田郡 俱知安町 |
| E5A 北海道橫斷自動車道 蘭越俱知安道路（興建中） |                       |            |            |                                                               |                   |                                                    |                |                 |                 |

## 歷史
- 1999年（平成11年）
  - 11月：北海道橫斷自動車道（日语：北海道横断自動車道）余市交流道 - 小樽系統交流道間的都市計畫通過[8]。
  - 12月：余市交流道 - 小樽系統交流道間的整備計畫通過[8]。
- 2006年（平成18年）3月：余市交流道 - 小樽系統交流道間的實施計畫取得許可[8]。
- 2018年（平成30年）12月8日：余市交流道 - 小樽系統交流道間啟用[9][10]。

## 路線狀況

### 車道、最高速度
| 區間                        | 車道 上下線=上行線+下行線 | 最高速度 |
| --------------------------- | ------------------------- | -------- |
| 小樽系統交流道 - 余市交流道 | 2=1+1 （暫定2車線）       | 70 km/h  |

- 小樽鹽谷交流道前後設有超車道（長2,400 m）。

### 道路設施

#### 隧道
- 新光隧道（464 m）
- 天神第二隧道（2,872 m）
- 天神第一隧道（441 m）
- 天狗山隧道（2,978 m）
- 小樽忍路隧道（320 m）
- 船取山隧道（140 m）
- 蘭島隧道（909 m）
- 余市小樽隧道（304 m）

#### 隧道數
| 區間                            | 上行線 | 下行線 |
| ------------------------------- | ------ | ------ |
| 小樽系統交流道 - 小樽鹽谷交流道 | 4      | 4      |
| 小樽鹽谷交流道 - 余市交流道     | 4      | 4      |
| 合計                            | 8      | 8      |

※因是無分隔雙車道，上下線共用一座隧道。

### 道路管理者
- NEXCO東日本 北海道支社（日语：東日本高速道路北海道支社）
  - 札幌管理事務所：全線

### 交通量
24小時交通量（台）　道路交通調查
| 區間                             | 平成27（2015）年度 |
| -------------------------------- | ------------------ |
| 倶知安交流道 - 余市間            | 未開通             |
| 余市交流道 - 小樽鹽谷交流道      | 調査時未開通       |
| 小樽鹽谷交流道C - 小樽系統交流道 | 調査時未開通       |

（來源：「平成22年度道路交通センサス （页面存档备份，存于）」・「平成27年度全国道路・街路交通情勢調査 （页面存档备份，存于）」（國土交通省網頁））
- 令和2年度預定實施的交通量調査因嚴重特殊傳染性肺炎的影響而延期[11]。

## 地理

### 通過自治體
※括弧內為未開通區間。
- 北海道
  - 後志綜合振興局
    - （虻田郡俱知安町 - 岩內郡共和町 - 余市郡仁木町） - 余市郡余市町 - 小樽市

### 連接高速道路
- E5A 札樽自動車道（小樽系統交流道）

## 外部連結
- NEXCO東日本 （页面存档备份，存于）